# Камбира
Камбира (фр. Camburat) насеље је и општина у јужној Француској у региону Миди Пирене, у департману Лот која припада префектури Фижак.
По подацима из 2011. године у општини је живело 428 становника, а густина насељености је износила 53,3 становника/km². Општина се простире на површини од 8,03 km². Налази се на средњој надморској висини од 220 метара (максималној 400 m, а минималној 192 m).

## Демографија
| 1962. | 1968. | 1975. | 1982. | 1990. | 1999. | 2011. |
| ----- | ----- | ----- | ----- | ----- | ----- | ----- |
| 188   | 201   | 228   | 239   | 242   | 246   | 428   |

График промене броја становника у току последњих година